# Tatarstan
Republica Tatarstan (în rusă Респу́блика Татарста́н/Тата́рия, în tătară: Татарстан Республикасы/Tatarstan Respublikası) este un subiect federal al Rusiei, una din republicile Federației Ruse. Kazan este capitala Republicii Tatarstan. Republica Tatarstan a devenit independentă în 1992 și a fost anexată de Rusia în 1994. La 24 iulie 2017, acordul de autonomie semnat în 1994 între Moscova și Kazan a expirat, astfel că Tatarstanul a fost ultima republică a Rusiei care și-a pierdut statutul special.

## Populație

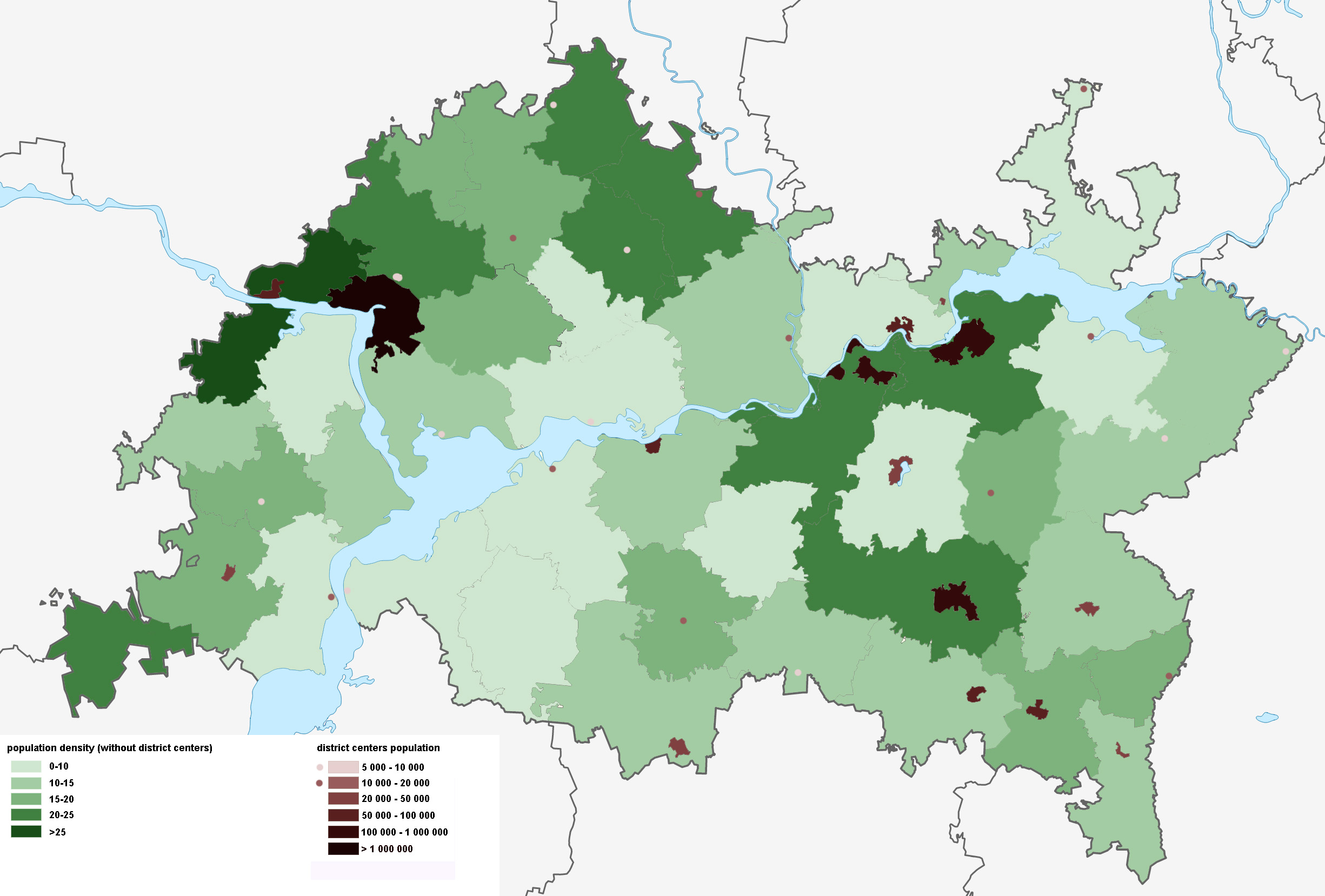
Densitatea populației din Tatarstan.

Anul 1989: 3.637.809
Anul 2002: 3.779.265
Anul 2010: 3.786.448

### Grupuri etnice
Sunt în jur de 2 milioane de tătari și 1,5 milioane de ruși. Ucrainenii, mordvinii și bașchirii sunt și aceștia în număr semnificativ. Majoritatea tătarilor sunt suniți și o minoritate sunt creștini ortodocși.

## Orașe
- Kazan
- Naberejnîe Celnî